# La Goulafrière
La Goulafrière ist eine französische Gemeinde mit 169 Einwohnern (Stand: 1. Januar 2022) im Département Eure in der Region Normandie (vor 2016 Haute-Normandie); sie gehört zum Arrondissement Bernay und zum Kanton Breteuil. Die Einwohner werden Goulafriérois genannt.

## Geographie
La Goulafrière liegt etwa 24 Kilometer südwestlich von Bernay. Umgeben wird La Goulafrière von den Nachbargemeinden La Folletière-Abenon im Norden und Nordwesten, La Chapelle-Gauthier im Norden und Nordosten, La Trinité-de-Réville im Nordosten, Montreuil-l’Argillé im Osten, Verneusses im Süden sowie Saint-Germain-d’Aunay im Westen und Südwesten.
Durch die Gemeinde führt die Autoroute A28.

## Bevölkerungsentwicklung
| Jahr                       | 1962 | 1968 | 1975 | 1982 | 1990 | 1999 | 2006 | 2013 |
| Einwohner                  | 314  | 279  | 220  | 173  | 158  | 150  | 164  | 170  |
| Quellen: Cassini und INSEE |      |      |      |      |      |      |      |      |

## Sehenswürdigkeiten
- Kirche Saint-Sulpice

## Söhne- und Töchter der Stadt
- Bernard Clouet (1895–1947), Autorennfahrer